# Anton Dmitriyevich Bocharov
Anton Dmitriyevich Bocharov (tiếng Nga: Антон Дмитриевич Бочаров; sinh ngày 14 tháng 1 năm 1995) là một cầu thủ bóng đá người Nga. Anh thi đấu cho FC Olimpiyets Nizhny Novgorod.

## Sự nghiệp câu lạc bộ
Anh ra mắt chuyên nghiệp tại Giải bóng đá chuyên nghiệp quốc gia Nga cho FC Syzran-2003 Syzran vào ngày 18 tháng 7 năm 2014 trong trận đấu với FC Rubin-2 Kazan.